# Adobe Photoshop Elements
Adobe Photoshop Elements is de consumentenversie van het beeldbewerkingsprogramma Adobe Photoshop, verkocht voor een fractie (grofweg een zesde) van de kosten voor het professionele product of gebundeld met gerelateerde hardware zoals scanners en digitale camera's.
Adobe Photoshop Elements is een uitgeklede versie van Adobe Photoshop; vele functies zijn beperkt of afwezig. Hierdoor is het programma niet al te groot, en dus handig voor de normale thuisgebruiker. Echter, door de ontbrekende functies die wél in de professionele Photoshop zitten, is Elements niet aan te raden voor mensen die meer willen doen met effecten en verbeteringen van foto's.
Een voorziening van Adobe Photoshop Elements die niet in Adobe Photoshop aanwezig is, is de zogenaamde "organizer" waarmee grote hoeveelheden foto's en afbeeldingen kunnen worden beheerd, compleet met back-upfunctie, "tags" voor bijvoorbeeld personen en locaties en uitgebreide zoek- en selectiefuncties. De functionaliteit van de organizer is vergelijkbaar met die van Adobe Photoshop Album.
Photoshop LE (Limited Edition) was Adobes beeldbewerkingsproduct voor de consument nog vóór de introductie van Elements. Photoshop LE had ongeveer dezelfde beperkingen als Elements.

## Versies

### Windows-versies
- Versie 1: april 2001
- Versie 2: augustus 2002
- Versie 3: oktober 2004
- Versie 4: oktober 2005
- Versie 5: oktober 2006
- Versie 6: oktober 2007
- Versie 7: oktober 2008
- Versie 8: september 2009
- Versie 9: september 2010
- Versie 10: september 2011
- Versie 11: september 2012
- Versie 12: september 2013
- Versie 13: september 2014
- Versie 14: september 2015
- Versie 15: oktober 2016
- Versie 2018: winter 2017

De Windows-versies zijn er in de talen Duits, Engels, Frans, Italiaans, Japans, Nederlands, Pools, Portugees, Russisch, Spaans, Tsjechisch, Turks en Zweeds.

### Mac-versies
- Versie 2: 2002
- Versie 3: 2004
- Versie 4: 2006
- Versie 6: 2008
- Versie 8: 2009
- Versie 9: 2010
- Versie 10: 2011
- Versie 11: 2012
- Versie 12: 2013
- Versie 13: 2014
- Versie 14: 2015
- Versie 15: 2016
- Versie 2018: 2017

De Mac-versies zijn er in de talen Chinees, Duits, Engels en Frans.